# Lacon (Illinois)
Pour le genre d’insecte, voir Lacon.
La ville de Lacon est le siège du comté de Marshall, dans l’État de l’Illinois, aux États-Unis. Sa population s’élevait à 1 937 habitants lors du recensement de 2010, estimée à 1 816 habitants en 2016.

## Source
- (en) Cet article est partiellement ou en totalité issu de l’article de Wikipédia en anglais intitulé « Lacon, Illinois » (voir la liste des auteurs).